# Dale Hibbert
Dale Hibbert, född 1961, är en musiker från Manchester, England, mest känd för att han varit den förste basisten i The Smiths.
Varken Hibbert's personlighet eller hans basspel passade med de andra medlemmarna i The Smiths, han blev ersatt efter bandets andra spelning av en gammal vän till Johnny Marr, Andy Rourke. Hibbert tros ha slutat med musiken som yrke efter det, och istället öppnat och drivit en bar i Manchester, innan han migrerade till Australien. Han valde år 2005 att flytta tillbaka till England.